# 北筑
北筑（ほくちく）は福岡県北九州市八幡西区の地名。北筑一丁目から三丁目の町がある。住居表示実施済み。郵便番号は807-0857。

## 地理
八幡西区の中部西側に位置し、北に大字則松および大字穴生、北東に森下町、東に若葉、南に里中、西に八枝、北西に大字永犬丸と接する。
なお、区内に東筑という町丁があるが、北筑の方が東筑よりも東に位置している。

## 地域の特徴
一丁目にある福岡県立北筑高等学校の開校後、しばらくしてから山を切り崩して造成された住宅地である。西縁を金山川が流れる。

## 歴史
この辺りにはかつて大字永犬丸の園田という字が存在しており、町内の永犬丸中央公園には、園田浦城跡の案内板が設置されている。

### 沿革
- 2002年（平成14年）6月1日 - 北筑一丁目 - 三丁目新設[4]。

### 町名の変遷
| 実施内容          | 実施年月日               | 実施後     | 実施前                                 |
| ----------------- | ------------------------ | ---------- | -------------------------------------- |
| 町名新設 住居表示 | 2002年（平成14年）6月1日 | 北筑一丁目 | 大字永犬丸，大字則松の各一部           |
| 町名新設 住居表示 | 2002年（平成14年）6月1日 | 北筑二丁目 | 大字永犬丸，大字穴生の各一部           |
| 町名新設 住居表示 | 2002年（平成14年）6月1日 | 北筑三丁目 | 大字永犬丸，大字則松，大字穴生の各一部 |

## 世帯数と人口
2025年（令和7年）3月31日現在（北九州市発表）の世帯数と人口は以下の通りである。
| 町         | 世帯数  | 人口    |
| ---------- | ------- | ------- |
| 北筑一丁目 | 298世帯 | 894人   |
| 北筑二丁目 | 458世帯 | 1,303人 |
| 北筑三丁目 | 188世帯 | 532人   |
| 計         | 944世帯 | 2,729人 |

### 人口の変遷
国勢調査による人口の推移。
| 1995年（平成7年）  | - 人    | [ 5 ]  |  |
| 2000年（平成12年） | - 人    | [ 6 ]  |  |
| 2005年（平成17年） | 1,702人 | [ 7 ]  |  |
| 2010年（平成22年） | 3,057人 | [ 8 ]  |  |
| 2015年（平成27年） | 3,082人 | [ 9 ]  |  |
| 2020年（令和2年）  | 2,853人 | [ 10 ] |  |

### 世帯数の変遷
国勢調査による世帯数の推移。
| 1995年（平成7年）  | - 世帯  | [ 5 ]  |  |
| 2000年（平成12年） | - 世帯  | [ 6 ]  |  |
| 2005年（平成17年） | 482世帯 | [ 7 ]  |  |
| 2010年（平成22年） | 844世帯 | [ 8 ]  |  |
| 2015年（平成27年） | 864世帯 | [ 9 ]  |  |
| 2020年（令和2年）  | 879世帯 | [ 10 ] |  |

## 学区
市立小・中学校に通う場合、学区は以下の通りとなる。
| 町         | 街区・戸番            | 小学校                 | 中学校                 |
| ---------- | --------------------- | ---------------------- | ---------------------- |
| 北筑一丁目 | 全域                  | 北九州市立八枝小学校   | 北九州市立永犬丸中学校 |
| 北筑二丁目 | 16 - 19番、20番の一部 | 北九州市立八枝小学校   | 北九州市立永犬丸中学校 |
| 北筑三丁目 | 全域                  | 北九州市立八枝小学校   | 北九州市立永犬丸中学校 |
| 北筑二丁目 | 1 - 15番、20番の一部  | 北九州市立永犬丸小学校 | 北九州市立永犬丸中学校 |

## 交通

### バス
域内のバス停と系統は以下のとおりである。
| 運行事業者 | 運行事業者 | 西鉄バス北九州 |
| 系統       | 系統       | 57             |
| 停留所     | 北筑高校   | ○              |

## 施設

### 公共施設
- 北筑つどいの家

### 教育施設
- 福岡県立北筑高等学校

### 公園
- 永犬丸中央公園
- 北筑二丁目公園
- 北筑三丁目公園

## 史跡
- 園田浦城址